# 卡斯特罗维森特
卡斯特罗维森特是葡萄牙布拉干萨区的一个堂区。总面积33.76平方公里，总人口420人，人口密度12.4人/平方公里。